# Anthracenderivate

Strukturformel von Anthracen

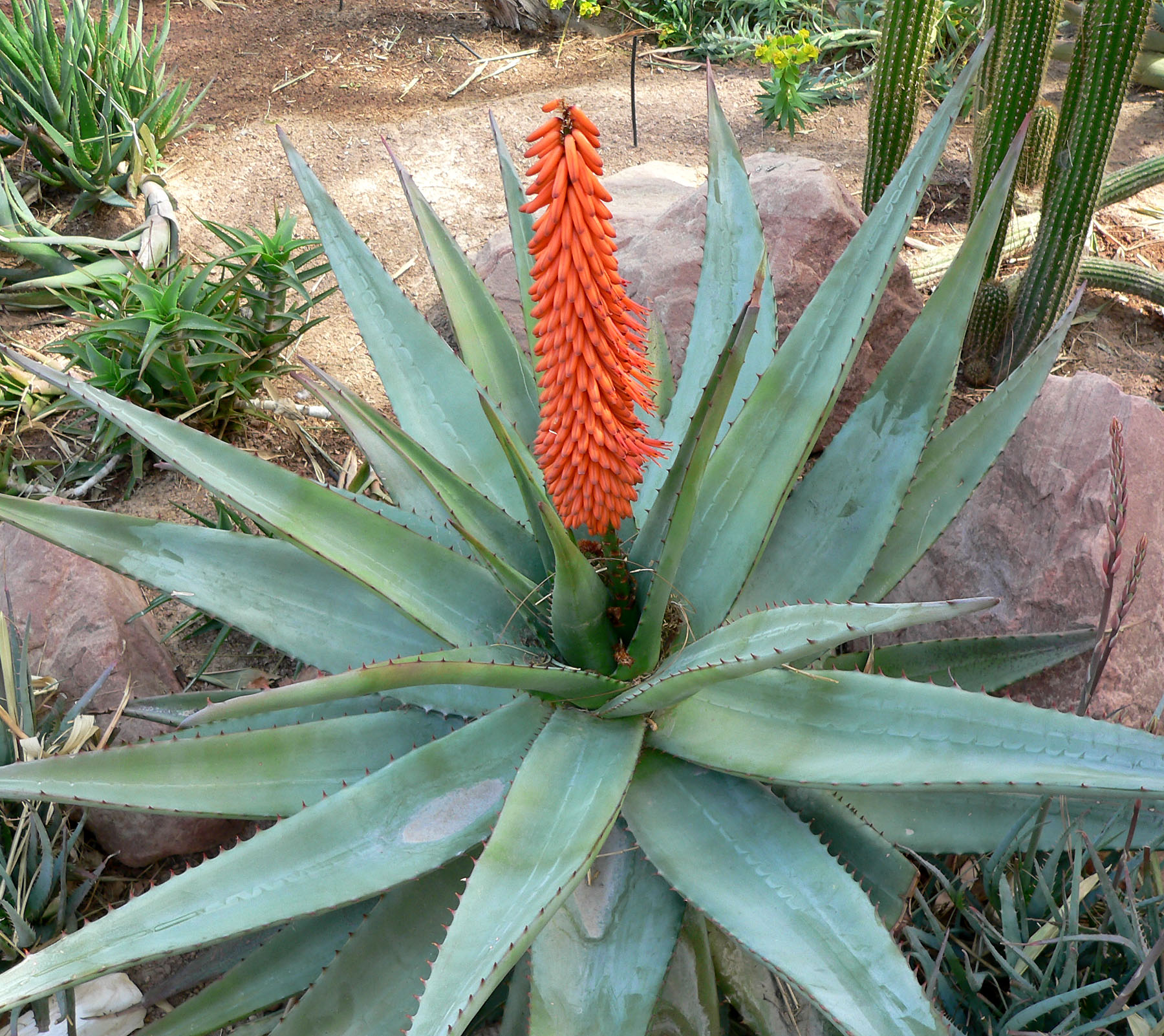
Aloe (Aloe ferox)

Unter dem Begriff Anthracenderivate werden Stoffe zusammengefasst, die sich formal vom Anthracen ableiten. Darunter sind Stoffe, die als sekundäre Pflanzenstoffe eine Rolle spielen. Es gehören hierzu die meist glykosidisch gebundenen Anthrone, Anthranole, Anthrachinone und die Dianthrone sowie die nichtglykosidisch vorkommenden Naphthodianthrone. Die Anthranoide bilden eine Teilgruppe der pflanzlichen Anthracenderivate, deren Strukturmerkmal, das 1,8-Dihydroxyanthron mit ganz spezifischen Substitutionsmustern, für eine laxierende Wirkung verantwortlich ist. Anthraglycoside (auch Anthra-Glykoside oder Anthranoid-Glykoside geschrieben) sind Glycoside, die als Aglycon-Anteil ein Anthracenderivat haben, das in 1- und 8-Stellung eine OH-Gruppe trägt. Das Aglycon kann als Anthron oder Anthrachinon vorliegen.
Chemisch existiert eine große Anzahl an Anthracenderivaten, deren wichtigste das Anthrachinon ist, das sich leicht durch Oxidation von Anthracen mit Salpetersäure, Chromsäure oder anderen Säuren herstellen lässt. Die Zahl der theoretisch möglichen isomeren Anthracenderivate sehr groß. So sind bereits je drei Monosubstitutionsprodukte und 15 Disubstitutionsprodukte möglich.

## Vorkommen
Anthracenderivate kommen in der Natur hauptsächlich in der Oxidationsstufe des Anthrachinons, der des Tautomerenpaares Anthron und Anthranol und in Form der Dianthrone (eigentlich Didehydrodianthrone) vor. Relativ labile Zwischenprodukte sind die tautomeren Verbindungen Anthrahydrochinon und Oxanthron. Anthracenderivate wurden bei niederen Organismen
(vorwiegend bei Pilzen) und bei höheren Pflanzen (vorwiegend in den Familien Polygonaceae, Caesalpiniaceae, Rhamnaceae, Rubiaceae und Liliaceae) gefunden. Auch bei einigen Tieren (zum Beispiel bei Schildläusen) kommen sie vor. Sie wurden auch in Aloe (Aloe ferox), Senna (Senna alexandrina/Cassia angustifolia), Faulbaumrinde (Rhamnus frangula) oder Arznei-Rhabarber (Rheum palmatum) nachgewiesen.
Für die Biosynthese der Verbindungen sind unterschiedliche Wege bekannt. So sind der von Pilzen und höheren Pflanzen verwendete Acetat-Malonat-Weg und der Shikimisäureweg bekannt.

## Biologische Wirkungen und Verwendung
Die Anthracenderivate (speziell 1,8-dihydroxylierte Anthrachinone) sind verantwortlich für die abführende Wirkung einiger pflanzlicher Arzneimittel. So zum Beispiel Chrysophanol, Aloe-Emodin, Rhein, Emodin (= Rheumemodin = Frangulaemodin) und Physcion sowie ihre Glykoside. Sie kommen in Faulbaumrinde, Amerikanische Faulbaumrinde (Cortex Rhamni purshianae), Rhabarberwurzel (Radix Rhei), Sennesblätter und -früchte sowie Aloe vor. Daneben gibt es einige anthracenderivathaltige pflanzliche Arzneimittel, die in der Dermatologie (Chrysarobinum), Urologie (Krappwurzel) und als Farbstoffe Verwendung finden (Anthrachinonfarbstoffe wie zum Beispiel Carminsäure und Purpurin). Die in Mitteleuropa auf Trockenrasen häufige Staude Johanniskraut enthält in den Blüten und Blättern die zur Stoffgruppe gehörenden Verbindungen Hypericin und Pseudohypericin, die beim Menschen und bei unpigmentierten Tieren bei gleichzeitiger Einwirkung von Licht auf die Haut zu Erkrankungen führen können. Seit einiger Zeit wird darüber diskutiert, dass Anthracenderivate (wie zum Beispiel Anthrachinon und die in einigen pflanzlichen Abführmitteln enthaltenen Hydroxyanthracene) krebserregend wirken.

In pflanzlichen Abführmitteln enthaltene Anthrachinonderivate
Für R = COOH handelt es sich um Sennosid A, für R = CH2OH um Sennosid B (Die grüne Markierung ist Glucose).
Für R = CH3 handelt es sich um Chrysophanol, R = CH2OH ist Aloe emodin und R = COOH ist Rhein.

## Beispiele von Anthracenderivaten
- Aloe-Emodin
- Aloin
- Chrysophanol
- Frangula-Emodin
- Frangulin A
- Frangulin B
- Rhein
- Sennoside